# Бронте (муніципалітет)
Бронте (італ. Bronte, сиц. Bronti) — муніципалітет в Італії, у регіоні Сицилія,  метрополійне місто Катанія.
Бронте розташоване на відстані близько 500 км на південний схід від Рима, 135 км на схід від Палермо, 38 км на північний захід від Катанії.
Населення — 19 172 особи (2014).
Щорічний фестиваль відбувається 3 лютого. Покровитель — святий Власій.

## Демографія
Населення за роками:

Станом на 1 січня 2023 року в муніципалітеті офіційно проживало 476 іноземців з 34 країн, серед них 276 громадян країн Євросоюзу та 13 громадян України.

## Сусідні муніципалітети
- Адрано
- Бельпассо
- Б'янкавілла
- Кастільйоне-ді-Сицилія
- Чентурипе
- Чезаро
- Лонджі
- Малетто
- Маніаче
- Ніколозі
- Рандаццо
- Сант'Альфіо
- Торторичі
- Троїна
- Цафферана-Етнеа